# Lázně Libverda (zámek)

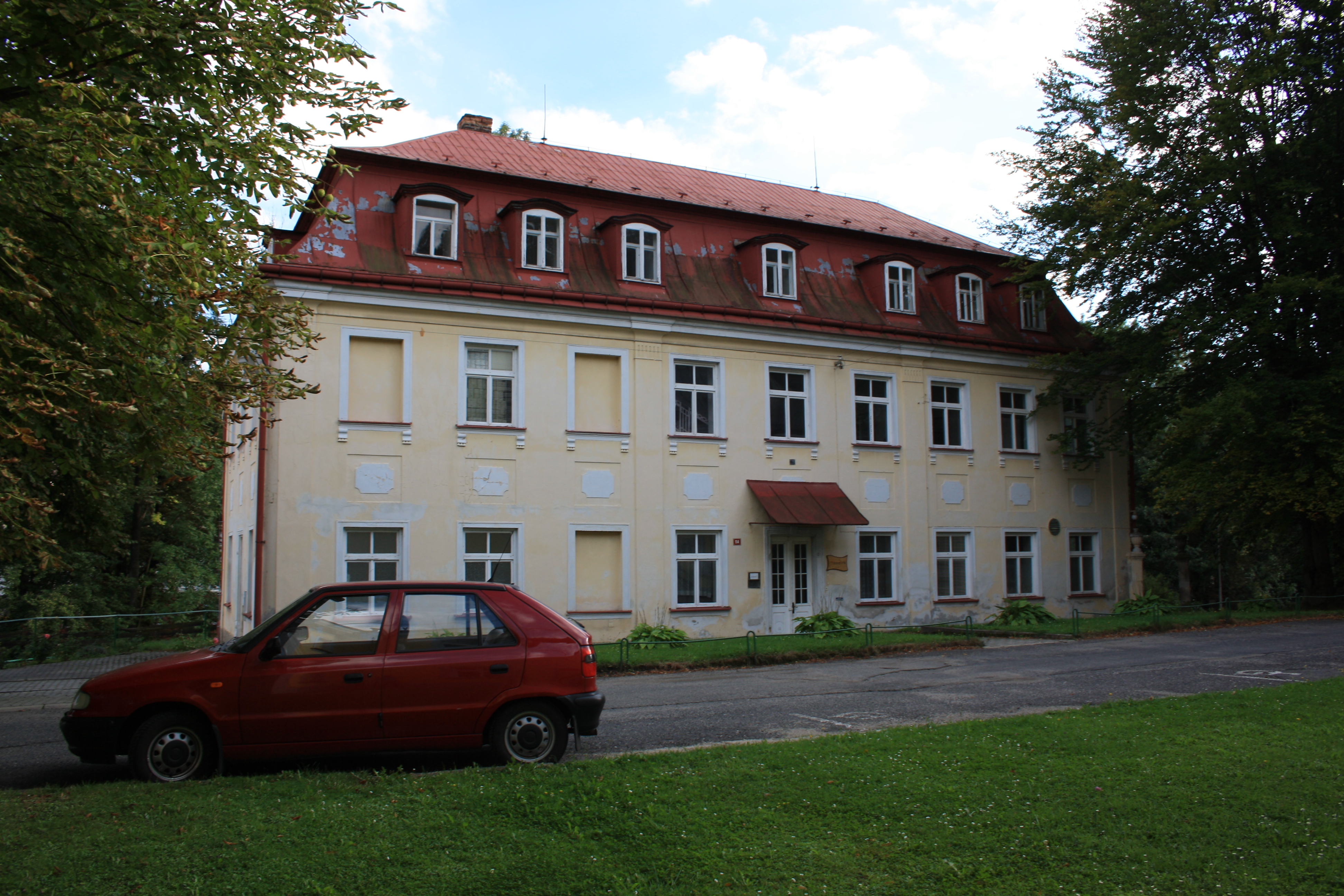
Zámeček Lázně Libverda ze severu

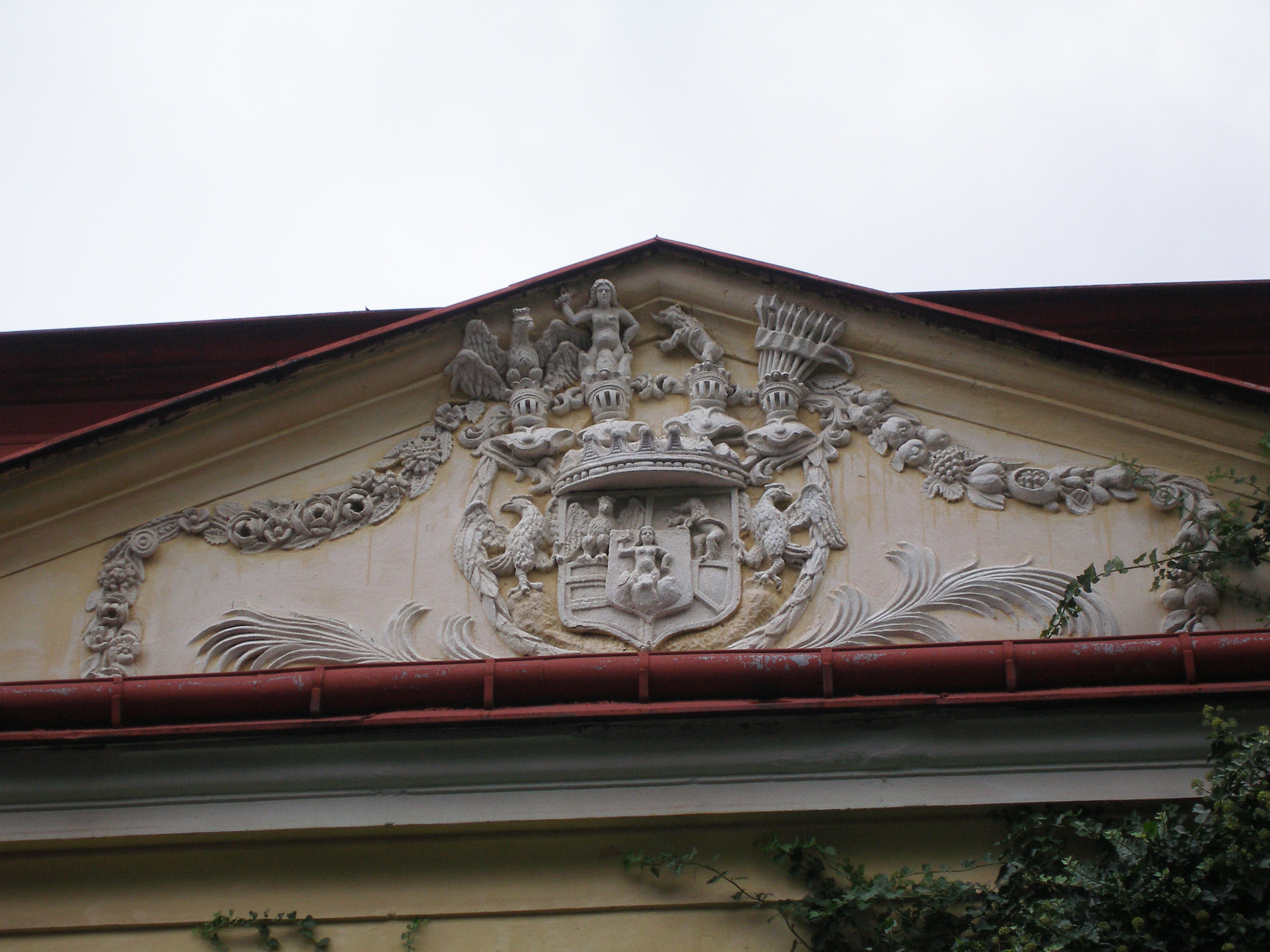
Detail frontonu s Clam-Gallasovským erbem.

Zámeček Lázně Libverda je klasicistní stavba, kterou si nechal roku 1816 vystavět hrabě Kristián Filip Clam-Gallas. Podle jiných zdrojů tomu však již byla okolo roku 1800. Tento údaj lze považovat za pravděpodobnější, protože Kristián Filip Clam-Gallas roku 1805 umírá a nemohl by tedy 11 let po své smrti začít se stavbou zámečku.
Dnes je objekt využíván jako jeden z lázeňských pavilónů a jeho stavba je památkově chráněna.

## Popis stavby
Jedná se o budovu obdélníkového půdorysu o rozměrech přibližně 22 × 11 metrů. Budova je dvoupatrová a je zakončena mansardovou střechou. Fasáda je členěna pilastry, obdélníkovými okny a zdobnými vpadlými poli. Střed zámeckého průčelí, které směřuje do zámecké aleje, je zakončen trojúhelníkovým štítem s vázami. Na jižní straně se ve střeše nachází fronton s Clam-Gallasovským erbem.
Stavbu doplňovala hospodářská budova (dnes číslo popisné 113) se stájemi (s místem pro 52 koní) a s kočárovnou (s místem pro 20 kočárů). Budova byla postavena na podkovovitém půdorysu se třemi křídly, jež tak plnila i funkci nádvoří. Panstvo zde se svými hosty pravidelně trávilo letní měsíce, což popularitu obce zvyšovalo. Proto se na počátku 19. století těšilo místo značnému zájmu zámožných společenských vrstev.
Vlivem mnoha přestaveb, kterými budova prošla kvůli přizpůsobení se potřebám lázní, se zcela změnil vnitřní ráz i dispozice obou staveb.

## Historie stavby
Roku 1782 nechal v Libverdě Kristián Filip Clam-Gallas založit zdejší lázně. Vedle jiných staveb zde vyrostl i zmíněný zámeček. Ten navrhl inženýr A. Otto a podle jeho projektu stavbu provedl zednický mistr F. Thun.